# Svatopluk Bobeš
Svatopluk Bobeš,rodným jménem Josef Svoboda (10. prosince 1885, Stražisko – 8. února 1974, Brno, byl český malíř. Dopisy a obrazy podepisoval Bobeš Sv. Bavil se různými interpretacemi onoho „Sv.“, které ve skutečnosti znamenalo Bobeš Svoboda.

## Život
Svatopluk Bobeš se narodil jako Josef Svoboda (domácky Bobeš Svoboda) v roce 1885 ve Stražisku nedaleko Konice. Jeho rodiči byli učitel Emanuel Svoboda a Helena Svobodová. Vychodil obecnou školu a v roce 1903 absolvoval gymnázium v Kroměříži. Po smrti otce v roce 1896 se s matkou a sourozenci odstěhoval do Kroměříže a po jeho maturitě se celá rodina odstěhovala do Prahy. Starší bratr Emanuel, který vystudoval práva,  si vzal dceru Mikoláše Alše. 
Na Alšovu radu se Svatopluk Bobeš vydal studovat soukromě malířskou školu Aloise Kalvody, kde studoval mezi lety 1903 a 1905. S touto školou vystavoval v l. 1904 a 1905 na Král. Vinohradech. Jeho spolužáky byli Otakar Hůrka, Karel Němec a Josef Váchal, se kterým navázal celoživotní přátelství.  Následně od roku 1905 do roku 1909 studoval figurální a portrétní malbu u Karla Reisnera, učil se také malbě u Mikoláše Alše. V roce 1904 začal spolupracovat se spolky Mánes, Umělecká beseda a později Myslbek. První samostanou výstavu měl v Luhačovicích, a to v r. 1909  (autor katalogu J. Váchal). 
Pražský ateliér měl od r. 1912 v Pařížské ulici a s přestávkami jej využíval až do roku 1948, kdy se s manželkou odstěhovali nastálo na chatu u Mohelna.
Během první světové války působil v Krakově, kde pracoval na vojenských motivech ve sbírkách muzea. Hned po 28. 10. 1918 se přihlásil do čs. armády a hlídkoval v Tyršově domě a na Pražské radnici.
V období I. republiky udržoval přátelské vztahy např. s Jakubem Demlem, Stanislavem Lolkem, Karlem Špillarem a také s Ant. Hudečkem, který mu pomáhal s přípravou a instalací souborné výstavy v Ústřední knihovně hl. m. Prahy v r. 1936. Svou největší výstavu se 102 obrazy uspořádal v r. 1926 v Legiodomě v Praze. 
V roce 1919 odjel do Oslavan, kde se věnoval malbě pohlednic, maloval také hrady a zříceniny z údolí řek Oslavy, Jihlavy a Rokytné. V roce 1920 se dostal na Mohelenskou hadcovou step a přestěhoval se do Mohelna, kde se usadil. První rok žil přímo ve městě a následně pět let v různých místech v okolí. Roku 1934 si nechal v údolí u Mohelna nedaleko papírny postavit chatu (tzv. Bobšovnu).
Po smrti manželky Marie v r. 1961 se s konzervátorem stepi farářem Janem Nohou dohodli, že Jan Noha se bude starat o horní část stepi a Svatopluk Bobeš o spodní část. V údolí u Mohelna se seznámil s vědci, kteří zkoumali Mohelenskou hadcovou step, byli jimi Rudolf Dvořák, Jindřich Suza, Josef Kratochvíl, Vladimír Šilhavý nebo Dalibor Povolný. Často sedával na břehu řeky, nosil klobouk a když kouřil dýmku, měli jste pocit, že jste právě spatřili vodníka. Když v r. 1970 začalo kácení lesů v údolí Jihlavky kvůli přehradě, měl řadu konfliktů s řidiči, kteří mu ničili horní část zahrady a skalku. 

Zemřel v roce 1974 v Brně.

## Výstavy
- 1909, Luhačovice
- 1926, Legiodům, Praha
- 1931, Brno
- 1931, Třebíč[7]
- 1939, Národ svým výtvarným umělcům, Hotel Zlatý kříž, Třebíč
- 2015, Kroměříž[8]